# Les Obaguetes (Perauba)
Les Obaguetes és una obaga del terme municipal de Conca de Dalt, a l'antic terme d'Hortoneda de la Conca, al Pallars Jussà, en territori que havia estat de l'antic poble de Perauba.
Es troben al nord-est dels Rocs del Comeller, al nord de l'extrem nord-occidental del Serrat de Penalta.